# Жуковська Любов Гнатівна
Любов Гнатівна Жуко́вська (нар. 16 жовтня 1930, Харків) — українська скульпторка; член Харківської організації Спілки радянських художників України з 1962 року. Заслужений діяч культури Польщі з 1977 року. Дружина скульптора Дмитра Сови.

## Життєпис
Народилася 16 жовтня 1930 року в місті Харкові (нині Україна). Упродовж 1952—1958 років навчалася в Харківському художньому інституті у Миколи Рябініна. Дипломна робота — скульптура «Будівельниця» (керівник Ірина Мельгунова).
Після здобуття фахової освіти викладала у Харківському художньому інституті; у 1963—1991 роках (з перевами) — у Харківському художньо-промисловому інституті: у 1984—1989 роках обіймала посаду завідувача кафедри скульптури, у 1984—1991 роках — доцента.
Жила у Харкові в будинку на вулиці Отокара Яроша, № 21 а, квартира № 35 та в будинку на вулиці Новгородській, № 6, квартира № 105.

## Творчість
Працювала у галузях станкової (скульптури та портрети) і монументальної (пам'ятники, меморіали, надгробки) скульптури. Багато робіт виконала разом з чоловіком. Серед робіт:
станкова скульптура
- «Літо» (1960-ті);
- «Мрії» (1960, гіпс; Харківський художній музей);
- «Полудень» (1960, дерево; Національний художній музей України);
- «Прибалтійський рибалка» (1961, пісковик);
- «Сон» (1961);
- «Засумувала» (1961, бетон; Дніпровський художній музей);
- «Тривожна молодість» (1962, пісковик; Національний музей у Львові);
- «Кранівник Н. Бурмак» (1963, пісковик; Харківський художній музей);
- «Дівчина із Югославії» (1963, вапняк);
- «Патруль Жовтня» (1964—1965, пластик);
- «Повернувся» (1965, граніт; Харківський художній музей);
- «Каховка» (1966—1967, дерево; Харківський художній музей);
- «Микола Островський» (1968, пластик; Харківський художній музей);
- «Олександр Ульянов» (1969, склоцемент; Харківський художній музей);
- «Студентка» (1970-ті);
- «Біля води» (1970-ті);
- «Знатний метробудівник А. П. Лизунов» (1974, цемент; Харківський художній музей);
- «Син» (середина 1980-х);
- «Материнство» (1987);
- «Спляча муза» (1995);
- «Орфей» (2000);
- «Русалка» (2001);
- «Олександр Пушкін» (2002).

монументальна скульптура
- Надгробний пам'ятник на могилі Олексія Кокеля у Харкові (1959);
- Пам'ятник «Нескореним полтавчанам» у Полтаві (1967, у співавторстві);
- «Братерство по зброї. Камінь плаче» у Познані (1970);
- Пам'ятник Григорію Сковороді у селі Сковородинівці Харківської області (1972);
- Студенти батальйону Харківського університету у Харкові (1986, встановлено 2000).
- Національний музей воєнної історії Слобожанщини в Солоницівці Харківської області (1988).

Починаючи з 1958 року була учасницею республіканських та всесоюзних мистецьких виставок.